# Морерень (Муреш)
Морерень, Моререні (рум. Morăreni) — село у повіті Муреш в Румунії. Входить до складу комуни Рушій-Мунць.
Село розташоване на відстані 293 км на північ від Бухареста, 46 км на північний схід від Тиргу-Муреша, 95 км на схід від Клуж-Напоки.

## Населення
За даними перепису населення 2002 року у селі проживали 436 осіб. Рідною мовою 435 осіб (99,8%) назвали румунську.
Національний склад населення села:
| Національність | Кількість осіб | Відсоток |
| -------------- | -------------- | -------- |
| румуни         | 412            | 94,5%    |
| цигани         | 22             | 5,0%     |